# 多穗仙台薹草
多穗仙台薹草（学名：Carex sendaica var. pseudosendaica）为莎草科薹草属下的一个变种。

## 扩展阅读
- 維基物種上的相關：多穗仙台薹草